# Principina grandis
Principina es un género monotípico de plantas herbáceas perteneciente a la familia de las ciperáceas. Su única especie,  Principina grandis, es originaria de México.

## Taxonomía
Principina grandis fue descrita por Uittien y publicado en Recueil des Travaux Botaniques Néerlandais 32: 282. 1935.
Sinonimia
- Hypolytrum grande (Uittien) T.Koyama
- Mapania grandis (Uittien) T.Koyama[3]